# Osvaldo Alonso
Osvaldo Alonso   (San Cristóbal, 11 de novembre de 1985) és un futbolista cubà de la dècada de 2000.
Fou 17 cops internacional amb la selecció de Cuba fins a l'any 2007, any en què desertà i marxà als Estats Units.
Pel que fa a clubs, destacà a Pinar del Río, Charleston Battery, Seattle Sounders FC i Minnesota United.

## Referències

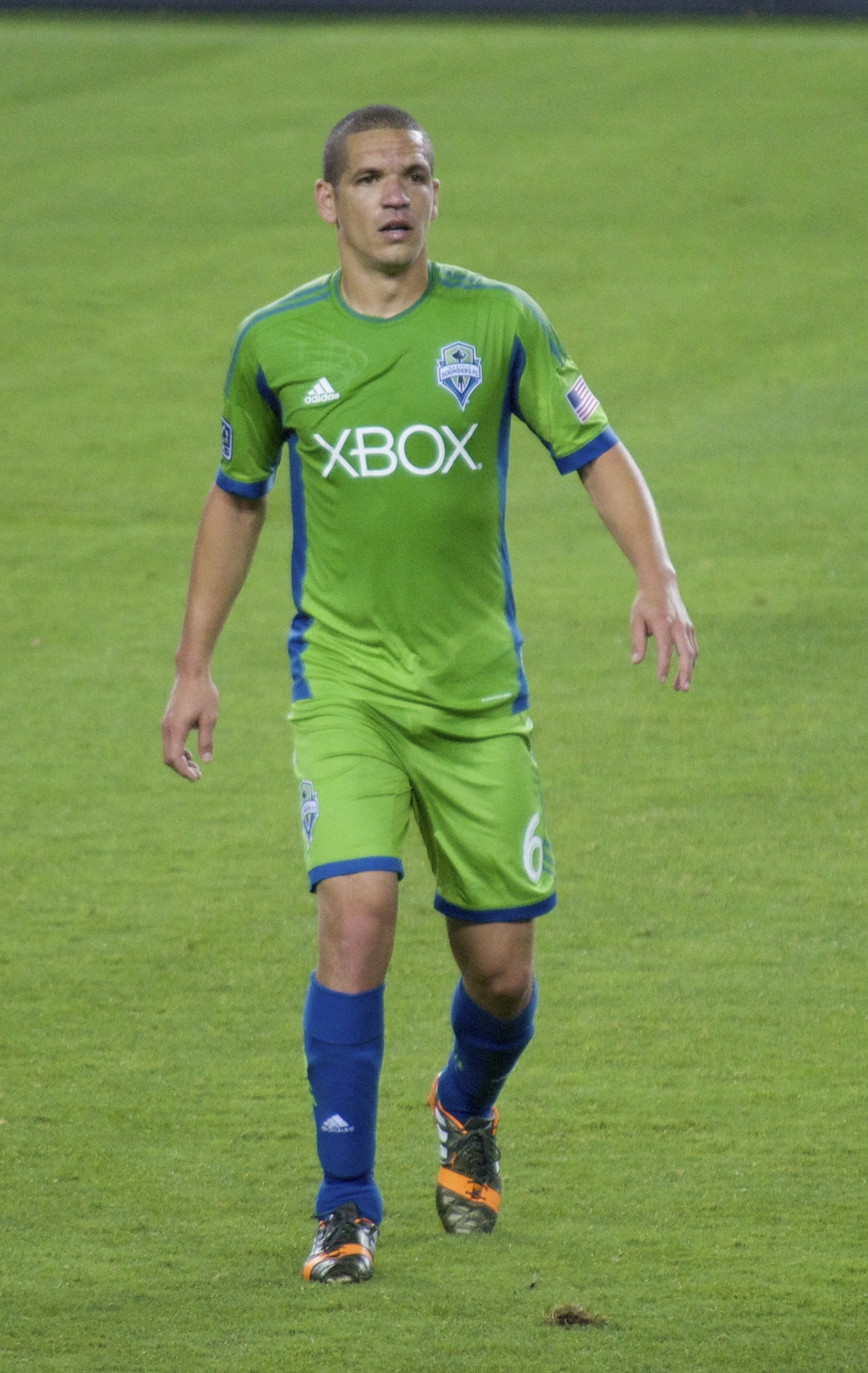
Alonso a Seattle Sounders el 2014.